# جان کایلو
جان کایلو (انگلیسی: John Caillaud؛ ۵ فوریه ۱۷۲۶ – ۱۸۱۲) فرد نظامی اهل پادشاهی بریتانیای کبیر بود.
کایلو در سال ۱۷۴۳ به هنگ اونسلو پیوست. در سال ۱۷۴۶، در جریان قیام جاکوبیت‌ها، او در نبرد فالکرک و نبرد کالودن شرکت کرد. در سال ۱۷۵۲ به درجه کاپیتانی در ارتش مدرس رسید. در طول جنگ هفت ساله، او درگیر درگیری‌هایی با فرانسوی‌ها بود.
در سال ۱۷۵۹ او به فرماندهی ارتش بنگال منصوب شد. ادموند برک بعدها ادعا کرد که در جریان جنگ بنگال، کایلو سه مهر رسمی بر روی سندی زده بود که نشان دهنده قصد کشتن علی گوهر، ولیعهد مغول، بود، ادعاهایی که کایلو به شدت آن را رد کرد.
او متعاقباً فرمانده ارتش مدرس شد و در این سمت، با ناظم علی قراردادی را امضا کرد که در ازای اشغال مناطق شمالی توسط شرکت هند شرقی، حمایت نظامی ناظم علی را تضمین می‌کرد.  گفته می‌شود که او «به عنوان مذاکره‌کننده پیمان ۱۷۶۷ با نظام حیدرآباد، ۶۰،۰۰۰ بتکده ساخته است.»
در سال ۱۷۷۵ او به آستون روانت در آکسفوردشایر نقل مکان کرد و در دسامبر ۱۸۱۲ درگذشت.